# Catapagurus albatrossae
Catapagurus albatrossae is een tienpotigensoort uit de familie van de Paguridae. De wetenschappelijke naam van de soort is voor het eerst geldig gepubliceerd in 2001 door Asakura.